# Bugel (Patrol)
Bugel is een bestuurslaag in het regentschap Indramayu van de provincie West-Java, Indonesië. Bugel telt 6185 inwoners (volkstelling 2010).